# РоАЗ-5236
РоАЗ-5236 — російський міський низькопідлоговий автобус великого класу виробництва Ростовського автобусного заводу. Призначений для великих міст з інтенсивним пасажиропотоком. Випускався з 2008 року по 2011 рік.
Автобус комплектувався двигуном Deutz( Євро-3), портальними («низькопідлоговими») мостами ZF типу AV-132/87, автоматичною коробкою передач ZF типу Ecomat.
Станом на липень 2010 року було випущено близько ста автобусів РоАЗ-5236, всі вони експлуатуються в Ростові-на-Дону, а також один б/в автобус у Воронежі. Автобус має варіант з трьома дверима, без дверей в задньому звисі кузова.